# Citoyens au pouvoir du Québec
Citoyens au pouvoir du Québec est un parti politique provincial enregistré au Québec de 2011 au 15 mai 2022, date de sa fusion avec Démocratie directe.
Fondé en 2011, le parti a changé de nom à plusieurs reprises et a toujours promu des réformes politiques allant de la démocratie directe à la liberté d'expression en passant par la transparence démocratique. Le parti a également donné son appui au mouvement anti-masque durant la pandémie de Covid-19 et a été accusé d'entretenir des liens avec le collectif La Meute,, et des personnalités de l’extrême-droite québécoise,.

## Principe
(mai 2019).
La philosophie du parti est basée sur neuf principes de base : « les neuf points d'ancrage »
Ces neuf points d'ancrage sont :
- démocratie directe  (basée sur le modèle suisse) ;
- assemblée constituante : un groupe de citoyens écrivent la constitution puis la population entérine la constitution par référendum, bloc par bloc ;
- transparence totale de l'État envers les citoyens ;
- anti-carriérisme politique ;
- décentralisation des pouvoirs vers les citoyens et les instances qui se rapprochent des citoyens ;
- saine gestion des deniers publics ;
- protection du citoyen ;
- libre expression : s'exprimer librement et avoir les outils pour être entendus ;
- responsabilisation individuelle.

### Démocratie directe (basée sur lemodèle suisse)
La démocratie directe permet au peuple d'exercer directement son pouvoir politique, par opposition à la démocratie représentative. La démocratie suisse les combine toutes deux, sous une forme dite « semi-directe » : les citoyens élisent leurs représentants aux différents conseils (communes, cantons et Confédération), mais peuvent se prononcer également sur l'approbation de textes législatifs ou constitutionnels décidés par ces conseils (par le biais du référendum), ou proposer des modifications constitutionnelles ou légales par le biais de l'initiative populaire. Ces consultations populaires sont organisées en général quatre fois par an au niveau fédéral, toujours pendant la fin de semaine.

## Historique
Le parti a été fondé en 2011 sous le nom de Coalition pour la constituante lorsque le mouvement des sans-partis a publié son manifeste, signé par plus de 500 partisans. En juin 2012, il a été officiellement enregistré en vertu de la loi électorale et a présenté ses candidats aux élections de septembre 2012. Le parti a changé de nom en 2013 pour le « Parti des sans parti », puis en 2015 pour « Sans parti - Citoyens constituants » et à nouveau en 2016 sous son nom actuel, Citoyens au pouvoir du Québec.
Sous la direction de Stéphane Blais, le parti s'oppose aux mesures sanitaires prises dans le cadre de la pandémie de Covid-19.

## Chefferie
| Nom                         | Chef           |
| --------------------------- | -------------- |
| Marc Fafard                 | 2012           |
| Daniel Guersan              | 2012 - 2013    |
| Frank Malenfant             | 2013 - 2016    |
| Bernard Gauthier            | 2016 - 2017    |
| Stéphane Blais              | 2018 - 2021    |
| Stéphane Lévesque (intérim) | 2021 - Présent |

## Résultats aux élections
|          |          |
| 29 / 125 | (23,2 %) |
|          |          |

|         |       |
| 0 / 125 | (0 %) |
|         |       |

|        |  |
| 0,12 % |  |
|        |  |

|         |       |
| 5 / 125 | (4 %) |
|         |       |

|         |       |
| 0 / 125 | (0 %) |
|         |       |

|        |  |
| 0,03 % |  |
|        |  |

|          |          |
| 56 / 125 | (44,8 %) |
|          |          |

|         |       |
| 0 / 125 | (0 %) |
|         |       |

|        |  |
| 0,35 % |  |
|        |  |